# Тазовка
Тазовка — река в России, протекает по территории Красноселькупского района в Ямало-Ненецком автономном округе. Устье реки находится в 1363 км по правому берегу реки Таз. Длина реки составляет 19 км. 

## Данные водного реестра
По данным государственного водного реестра России относится к Нижнеобскому бассейновому округу, водохозяйственный участок реки — Таз, речной подбассейн реки — Подбассейн отсутствует. Речной бассейн реки — Таз.
По данным геоинформационной системы водохозяйственного районирования территории РФ, подготовленной Федеральным агентством водных ресурсов:
- Код водного объекта в государственном водном реестре — 15050000112115300063310
- Код по гидрологической изученности (ГИ) — 115306331
- Код бассейна — 15.05.00.001
- Номер тома по ГИ — 15
- Выпуск по ГИ — 3